# Krzyż Fryderyka
Krzyż Fryderyka (niem. Friedrich-Kreuz) – odznaczenie wojenne Księstwa Anhaltu ustanowione 12 grudnia 1914 przez księcia Fryderyka II Askańskiego. Nadawane było za zasługi podczas I wojny światowej zarówno wojskowym jak i cywilom.

## Podział odznaczenia
Krzyż podzielony był nieoficjalnie (na wzór pruskiego Krzyża Żelaznego i o kilka miesięcy młodszego oldenburgskiego Krzyża Fryderyka Augusta) na dwie klasy gdzie:
- I klasa – noszona była na agrafie na piersi bez wstążki,
- II klasa – noszona na wstążce na piersi,

Oficjalnym odznaczeniem była tylko tzw. II klasa i tylko ona nazywała się faktycznie Krzyżem Fryderyka.

## Wygląd
Odznaka krzyża miała kształt krzyża rycerskiego (tj. krzyża kawalerskiego z wklęsłymi bokami ramion), z wieńcem dębowym podłożonym pod ramionami pionowymi, a położonym na ramionach poziomych. Wieniec przylegał do medalionu środkowego, na którym umieszczono inicjał władcy w postaci stylizowanej gotykiem litery „F”, na górnym ramieniu książęcą koronę, a na dolnym datę ustanowienia „1914”. Na rewersie II kl. napis w czterech rzędach „FÜR VERDIENST IM KRIEGE” (pol. za zasługi wojenne). Krzyż wykonany był z brązu.
Wstążka, noszona tylko przy tzw. II klasie, w przypadku nadań wojskowych miała kolor identyczny z anhalckim orderem domowym, była zielona z czerwonymi krawędziami. Przy nadaniach cywilnych była również zielona, ale z białymi krawędziami.

## Odznaczeni
Odmianą wojskową odznaczono około 18-20 tys. osób, a cywilną 1174 osoby.